# Pearl (álbum)
Pearl -En español: Perla- es el segundo y último álbum de estudio de la cantante estadounidense de rock Janis Joplin como solista. Fue lanzado de forma póstuma por Columbia el 11 de enero de 1971, apenas tres meses después del fallecimiento de Joplin, recopilando así las últimas grabaciones de la cantante. Fue el único álbum grabado junto con la Full Tilt Boogie Band. El álbum es considerado el mejor de la cantante como solista.
Como homenaje, se dejó el tema «Mercedes Benz» a capela, ya que fue la última canción que Janis grabó; también se incluyó la canción «Buried Alive in the Blues» sólo con música, sin la voz de Janis. El sencillo «Me and Bobby McGee», compuesto por Kris Kristofferson (con quien la cantante tuvo un romance) y Fred Foster, representó su mayor éxito, al ser la única canción de Janis Joplin en alcanzar el Nº 1 en el Billboard Hot 100, por una semana en marzo de 1971.
Pearl fue un éxito y se mantuvo en el número uno de ventas durante catorce semanas. Alcanzó el puesto N.º 1 en la Billboard 200, manteniendo ese lugar por nueve semanas. En el 2020 el álbum fue ubicado en el puesto 259 de la lista de los 500 mejores álbumes de todos los tiempos, de la revista Rolling Stone.

## Contenido

### Portada
La portada del álbum es una fotografía a Janis hecha por Barry Feinstein en Los Ángeles, donde se la muestra reclinada en un sofá de dos espacios de la era victoriana y con una copa en la mano.

## Legado
En 2003 fue catalogado en el lugar 122 de los 500 mejores álbumes de todos los tiempos.
Una reedición de Pearl remasterizada para CD fue lanzada el 31 de agosto de 1999. Ésta incluía como bonus tracks cuatro grabaciones inéditas en vivo en el Festival Express Tour, grabadas el 4 de julio de 1970. Un disco doble Legacy Edition apareció el 14 de junio de 2005, con temas extra incluyendo un mensaje de cumpleaños de John Lennon de Happy Trails, y una reunión de la Full Tilt Boogie Band en un homenaje instrumental a Joplin. El segundo disco incluye amplia sesión del Festival Express Tour, registrado entre el 28 de junio y 4 de julio de 1970.
El álbum fue reeditado por tercera vez en disco en el año 2012 como The Pearl Sessions.  Contiene tomas alternativas de las canciones que constituyen el disco de 1971 además de grabaciones de Joplin y Paul Rothchild hablando entre tomas.

## Lista de canciones
| Lado A |                             |                           |          |  |
| N.º    | Título                      | Escritor(es)              | Duración |  |
| 1.     | «Move Over»                 | Janis Joplin              | 3:39     |  |
| 2.     | «Cry Baby»                  | Jerry Ragovoy, Bert Berns | 3:56     |  |
| 3.     | «A Woman Left Lonely»       | Dan Penn, Spooner Oldham  | 3:27     |  |
| 4.     | «Half Moon»                 | John Hall, Johanna Hall   | 3:51     |  |
| 5.     | «Buried Alive in the Blues» | Nick Gravenites           | 2:24     |  |

| Lado B |                        |                                             |          |  |
| N.º    | Título                 | Escritor(es)                                | Duración |  |
| 1.     | «My Baby»              | Jerry Ragovoy, Mort Shuman                  | 3:44     |  |
| 2.     | «Me and Bobby McGee»   | Kris Kristofferson, Fred Foster             | 4:29     |  |
| 3.     | «Mercedes Benz»        | Janis Joplin, Bob Neuwirth, Michael McClure | 1:46     |  |
| 4.     | «Trust Me»             | Bobby Womack                                | 3:15     |  |
| 5.     | «Get It While You Can» | Jerry Ragovoy, Mort Shuman, Howard Tate     | 3:23     |  |

### Legacy Editionde 2005
| Disco 1 - Bonus track |                                         |                       |          |  |
| N.º                   | Título                                  | Escritor(es)          | Duración |  |
| 11.                   | «Happy Birthday, John» («Happy Trails») | Dale Evans            | 1:12     |  |
| 12.                   | «Me and Bobby McGee» (versión demo)     | Kristofferson, Foster | 4:46     |  |
| 13.                   | «Move Over» (versión alternativa)       | Joplin                | 4:27     |  |
| 14.                   | «Cry Baby» (versión alternativa)        | Ragovoy, Berns        | 4:59     |  |
| 15.                   | «My Baby» (versión alternativa)         | Ragovoy, Shuman       | 3:59     |  |
| 16.                   | «Pearl» (instrumental)                  | Full Tilt Boogie Band | 4:29     |  |

| Disco 2 - Live from the Festival Express Tour |                                            |                                                |          |  |
| N.º                                           | Título                                     | Escritor(es)                                   | Duración |  |
| 1.                                            | «Tell Mama» (Toronto, 28 de junio de 1970) | Clarence Carter, Marcus Daniel, Wilbur Terrell | 6:49     |  |
| 2.                                            | «Half Moon» (Toronto)                      | John Hall, Johanna Hall                        | 4:38     |  |
| 3.                                            | «Move Over» (Calgary, 4 de julio de 1970)  | Janis Joplin                                   | 4:41     |  |
| 4.                                            | «Maybe» (Winnipeg, 1 de julio de 1970)     | Richard Barrett                                | 3:57     |  |
| 5.                                            | «Summertime» (Winnipeg)                    | Ira Gershwin, DuBose Heyward, George Gershwin  | 4:39     |  |
| 6.                                            | «Little Girl Blue» (Calgary)               | Richard Rodgers, Lorenz Hart                   | 5:10     |  |
| 7.                                            | «That's Rock 'n' Roll» (Toronto)           | Full Tilt Boogie Band                          | 5:03     |  |
| 8.                                            | «Try (Just a Little Bit Harder)» (Toronto) | Jerry Ragovoy, Chip Taylor                     | 9:11     |  |
| 9.                                            | «Kozmic Blues» (Toronto)                   | Janis Joplin, Gabriel Mekler                   | 5:29     |  |
| 10.                                           | «Piece of My Heart» (Toronto)              | Jerry Ragovoy, Bert Berns                      | 5:21     |  |
| 11.                                           | «Cry Baby» (Toronto)                       | Jerry Ragovoy, Bert Berns                      | 6:31     |  |
| 12.                                           | «Get It While You Can» (Calgary)           | Jerry Ragovoy, Mort Shuman                     | 7:20     |  |
| 13.                                           | «Ball and Chain» (Calgary)                 | Willie Mae Thornton                            | 8:15     |  |

## Intérpretes
- Janis Joplin – Voz, guitarra en «Me and Bobby McGee»
- Richard Bell – Piano
- Ken Pearson – Órgano eléctrico
- John Till – Guitarra eléctrica
- Brad Campbell – Bajo eléctrico
- Clark Pierson – Batería

### Intérpretes colaboradores
- Bobby Womack – Guitarra acústica en «Trust Me»
- Bobbye Hall – Conga, percusión
- Phil Badella, John Cooke, Vince Mitchell – Voces
- Sandra Crouch – Pandereta
- Robert Honablue - Ingeniero

### Producción
- Paul A. Rothchild - Productor
- Phil Macy - Ingeniero
- Barry Feinstein & Tom Wilkes - Fotógrafo y diseñador para Camouflage Productions